# Bertil Thuresson
Bror Otto Bertil Thuresson, född den 1 april 1893 i Sundsvall, död den 17 oktober 1956 i Stockholm, var en svensk jurist. Han var bror till Axel Thuresson. 
Thuresson avlade juris kandidatexamen vid Stockholms högskola 1917 och genomförde tingstjänstgöring 1918–1921. Han blev tillförordnad fiskal i Svea hovrätt 1921, tillförordnad överkrigsfiskal samma år, extra ordinarie assessor i hovrätten 1923, ordinarie assessor där 1925, ordinarie fiskal 1929, tillförordnad revisionssekreterare 1929 och ordinarie revisionssekreterare 1933. Thuresson var hovrättsråd i Svea hovrätt 1931–1933 och 1939–1947, vice avdelningsordförande där 1944–1947 och lagman från 1948 till sin död. Han var ordförande i drätselkammaren i Djursholm 1932 och i stadsfullmäktige där 1933–1937. Thuresson var ledamot av styrelsen för Djursholms samskola 1932–1937 och vice ordförande i trafikförsäkringsanstalternas nämnd från 1936. Han blev riddare av Nordstjärneorden 1934 och kommendör av andra klassen av samma orden 1949. Thuresson vilar på Norra begravningsplatsen utanför Stockholm.